# Kasoa
Kasoa, anciennement connu sous le nom Oduponkpehe, est une ville péri-urbaine du district Awutu Senya Est de la région du Centre au Ghana.

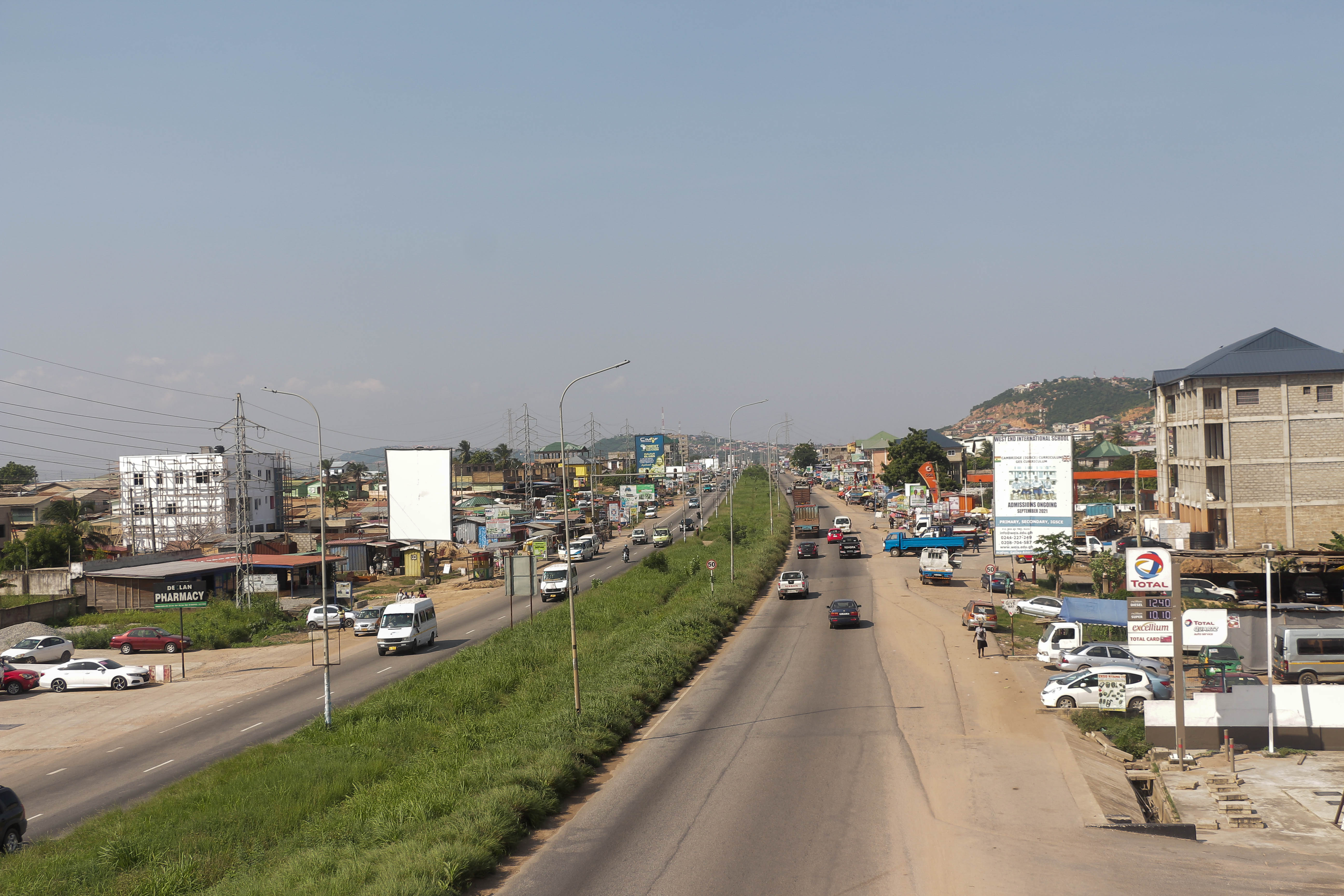
Canton de Kasoa

Elle est située sur la route entre Accra et Cape Coast.
Sa population était de 80 820 habitants en 2013.